# Oxyethira spinosella
Oxyethira spinosella är en nattsländeart som beskrevs av Mclachlan 1884. Oxyethira spinosella ingår i släktet Oxyethira och familjen smånattsländor. Inga underarter finns listade i Catalogue of Life.